# Denise Darcel
Denise Billecard (París, 8 de septiembre de 1924 – Los Ángeles, 23 de diciembre de 2011), conocida artísticamente bajo el seudónimo de Denise Darcel, fue una actriz y cantante francesa que desarrolló su carrera cinematográfica en Hollywood. 

## Carrera
Hija de un panadero, nació en París pero hubo de abandonar temporalmente la ciudad con sus cuatro hermanas durante la Segunda Guerra Mundial. Tras cursar estudios en la Universidad de Dijon trabajó como dependienta en un comercio. Allí fue descubierta: la invitaron a participar en un concurso de belleza, del que resultó ganadora. Se inició como cantante de cabaret en la capital francesa y su popularidad le permitió preparar un espectáculo que presentó por locales nocturnos de la Riviera.
Contrajo matrimonio con un militar estadounidense y en 1947 se mudó con él a los Estados Unidos; la pareja rompió apenas un año después pero ella permaneció en el país y obtuvo la nacionalidad en 1952. Denise Darcel desarrollaría allí toda su carrera.
Alternó el trabajo para productoras de Hollywood con funciones musicales: Pardon Our French (1950) en Broadway, Can-Can... Por desgracia su carrera en el cine fue relativamente corta, supuestamente porque rechazó las insinuaciones del magnate Howard Hughes o (según otros rumores) de Harry Cohn, presidente de Columbia Pictures y uno de los principales mandamases de Hollywood.
Su primer papel en la gran pantalla fue como cantante en To the Victor, donde interpretaba el famoso tema "La vie en rose". Luego participó en Thunder in the Pines con George Reeves (quien se haría famoso como Superman), y ya tuvo un papel relevante en Battleground (Fuego en la nieve, 1949), junto a Van Johnson y Ricardo Montalbán.
A dichos filmes les siguieron Tarzan and the Slave Girl (1950) con Lex Barker, el popular wéstern Caravana de mujeres (Westward the Women, 1952) con Robert Taylor, y Young Man with Ideas (1953) con Glenn Ford. Luego participó en Flame of Calcutta, filme ambientado en la India, y en Dangerous When Wet, película musical centrada en números de natación sincronizada de Esther Williams; aquí participaba también el argentino Fernando Lamas.
Con todo, el título más relevante de Denise Darcel fue el western Veracruz (1954) protagonizado por Burt Lancaster y Gary Cooper, donde ella encarna a una dama tan refinada como calculadora, opuesta al personaje sencillo y bondadoso interpretado por la española Sara Montiel. 
Después la actriz dejó el cine por unos seis años, según algunas fuentes gracias a un ventajoso acuerdo de divorcio con un acaudalado empresario. Regresó fugazmente al cine con Seven Women from Hell, en 1961. 
A mediados de la década de 1960, cumplidos los cuarenta años, Denise Darcel empezó a trabajar como bailarina exótica (estríper) en escenarios de la costa oeste americana: San Francisco, Las Vegas, Oakland, Los Ángeles... En una ocasión colaboró con Joel Grey, quien se haría famoso en la década siguiente gracias a su premio Óscar por Cabaret. Pocos años después, Denise Darcel recuperó su faceta de cantante, participando además en algunos espacios de televisión. En 1991 interpretó el personaje de Solange La Fitte en una reposición del musical Follies de Stephen Sondheim. Repetiría tal papel en reposiciones montadas en Houston y Seattle.
En fecha reciente, la página iTunes puso disponible su disco Banned in Boston de 1958. En septiembre de 2009 fue premiada con el Cinecon Career Achievement Award, en un banquete celebrado en el hotel Renaissance de Hollywood; previamente se proyectó su película Flame of Calcutta en el famoso Teatro Egipcio de la misma ciudad. Tras la proyección, Darcel anunció con humor: «He vuelto». Falleció tres años después, tras una operación de emergencia obligada por un aneurisma.

## Vida privada
Se casó en cinco ocasiones y se divorció cuatro veces. Enviudó de su último marido en 2003, tras trece años de matrimonio. Tuvo dos hijos: Chris y Craig.